# Stoliaz
Stoliaz o Stolaz (in croato Stolac) è uno scoglio disabitato della Croazia, che fa parte dell'arcipelago delle isole Quarnerine ed è situato a est dell'isola di Arbe e a ovest della costa dalmata.
Amministrativamente appartiene al comune di Loparo, nella regione litoraneo-montana.

## Geografia
Nel punto più ravvicinato, Stoliaz dista 9,7 km dalla terraferma. Situato nel canale della Morlacca, dista 115 m dalla costa orientale dell'isola di Arbe.
Stoliaz è uno scoglio allungato, orientato in direzione nordest-sudovest, posto al centro della baia omonima (baia Stoliaz o Stolaz, uvala Stolac) , nella parte orientale del comune e della penisola di Loparo. Misura 180 m di lunghezza e 85 m di larghezza massima. Possiede una superficie di 0,0102 km² e ha uno sviluppo costiero pari a 0,448 km.
Attorno a Stoliaz sono presenti altri due piccoli scogli: Stolaz Piccolo (Mali Stolac) e lo scoglio Stollaz (hrid Stolac).